# Village artistique de Noailles
Village artistique de Noailles est un marché d'artisanat de fer découpé et une destination touristique populaire de shopping situé à Croix-des-Bouquets dans la localité de Noailles,.

## Histoire
Le Village artistique de Noailles  est un des lieux touristiques les plus fréquentés d'Haïti jusqu'au mois de Janvier 2019. On y trouve une communauté d'artistes évoluant majoritairement dans les arts manuels. ils travaillent entre autres le fer, le bois et la céramique.
Le principal art de ce village est le métal découpé.
Avec l'ascension des groupes armés terroristes en Haïti, le village artistique de Noailles est devenu un endroit désert, car le quartier est devenu le quartier général du gang des 400 Mawozo. Les artisans ont abandonné leurs maisons et leurs ateliers pour fuir les balles d'armes automatique. lire plus
On y trouve la forge "Les Frères bruno" la plus ancienne du pays et des caraibes. 